# Робер дьо Клари
Робер дьо Клари (на френски: Robert de Clari) (ок. 1170 – след 1216) е дребен френски феодал, участник в Четвъртия кръстоносен поход, автор на хрониката „Завоюването на Константинопол“.

## Биография
Робер дьо Клари е рицар от Пикардия, васал на Пиер д`Амиен. В документи на абатството „Сен Жил“ в Амиен от 1202 г. са вписани „Жилон дьо Клари и сина му Робер... рицари, васали на Пиер д`Амиен“.
Имението Клари, което до края на ХVIII век е под юрисдикцията на Амиенската епископия, се състои от 6 хектара и 45 ара. Това обяснява факта, че в хрониката си Робер се причислява към бедните рицари.
Роденият около 1170 г. Робер и брат му Алиом заедно със своя сеньор вземат участие в Четвъртия кръстоносен поход. По време на похода рицарят участва в редица събития – отплаването на кръстоносците от Венеция, битката на 17 юли 1203 г., щурма на Константинопол на 12 април 1204 г., коронацията на Балдуин I за латински император.
Дарителският надпис върху един от двата кръста, донесени от Константинопол и дарени от Робер на абатството в Корби, където се съхраняват и до днес, дава указание за времето на завръщането му в родината. На този кръст-реликварий, изработен от кристал, се чете следният текст: „Да знаят всички, които четат този надпис, и вярват непоколебимо, че тези свети реликви, които са запечатани в този съд, са  донесени от Константинопол, и са взети от Светия параклис на Буколеон от императорския дворец и че Робер дьо Клари ги донесе по времето, когато граф Бодуен Фландърски беше император.“ Ако се съди по това известие, рицарят е отпътувал от Константинопол преди 14 април 1205 г. когато император Балдуин е пленен в битката при Одрин.
Вероятно Робер е починал след 1216 г., докогато са проследени събитията в хрониката му.

## Хрониката „Завоюването на Константинопол“
След завръщането си в Пикардия Робер дьо Клари пише хрониката „Завоюването на Константинопол“. Тя е първостепенен извор за историята на Четвъртия кръстоносен поход. Достигнала е до наши дни в един запазен препис от края на ХIII – началото на ХIV век, който се съхранява под № 487 в Кралската библиотека в Копенхаген. Първото известие за хрониката се намира в описа на ръкописите на библиотеката в Копенхаген, изготвен от Йон Ериксен и публикуван през 1786 г. За пръв път хрониката е публикувана през 1868 г. в Париж от граф Риан под заглавието Li estoires de chiaus qui conquisent Constantinoble, de Robert de Clari en Aminois, chevalier.
„Завоюването на Константинопол 1204 г.“ е публикувана за пръв път на български език през 2007 г. от издателство „Агенция Европрес“.